# Phyprosopus callitrichoides
Phyprosopus callitrichoides is een vlinder uit de familie van de spinneruilen (Erebidae). De wetenschappelijke naam van de soort is voor het eerst geldig gepubliceerd in 1872 door Grote.